# Assumpció Cantalozella
Assumpció Cantalozella y Mas (Santa Coloma de Farnés, provincia de Gerona, España,  29 de enero de 1943) es una escritora y periodista española. Estudió Filología Románica, especializándose en la filología catalana. Durante un tiempo ejerció como docente dando clases de lengua y literatura. Pero fundamentalmente ha dedicado su vida a la escritura en catalán, ha realizado colaboraciones regularmente en la prensa (“Mundo Diario” (1976-1978), “Ressò” (desde 1968), “El Punt” (desde 1990), articulista fija de “El Punt Avui”), y ha realizado un gran número de obras en narrativa. Su éxito se debe fundamentalmente a su faceta de escritora de novela histórica, títulos como “El falcó del comte” y “Corpus de Sang”.
Forma parte del colectivo de escritores catalanes Ofèlia Dracs y del equipo fundador de El Punt.

## Obras
Como narradora se inició con su obra Escubidú (1982),  a la que siguieron Sauló (1984) y La ciutat (1990), después vino La visita de Truda (1993) y Les campanes de Sant Serní (1996). En el año 2001 quedó finalista del premio Carlemany por su obra La pluja d’estels (2002), novela ambientada en los años treinta del siglo XX. En el año 2002 otra novela histórica de la autora, El falcó del comte,  queda finalista del premio Sant Jordi, y consiguió el premio Pere Calders en el año 2003 con su obra Corpus de Sang.
Las obras publicadas de Assumpció Cantalozella son:
- Escubidú- fecha de publicación: 09/01/1982. 263 páginas. ISBN 978-84-7306-185-8. Castellano. Colección: El brot;13. Editorial Pòrtic
- Sauló - 1984 - Género: Novela. - Barcelona - Ed: Pòrtic[2]
- Amor a la Platja d'Aro - 1987 - Género:Narrativa- Girona - Ed: Ed. Periòdiques de les Comarques[2]
- La Ciutat- fecha de publicación: 01/10/1990. 206 páginas. ISBN 978-84-7809-213-0. Catalán.  Editorial Columna Edicions, Llibres i Comunicació
- NARRADORS CATALANS D'ARA. - fecha de publicación: 01/01/1991. 142 páginas. ISBN 978-84-86542-20-7. Catalán. Colección: El Mèdol narrativa.  Editorial Edicions El Mèdol
- El desfalc- fecha de publicación: 01/04/1993. 120 páginas. ISBN 978-84-8128-001-2. Catalán. Colección: Què us diré, 3.  Llibres del Segle
- El retorn d'Hug Roger - fecha de publicación: 30/12/1999. 328 páginas. ISBN 978-84-7588-385-4. Catalán. Colección: PERFILS.  Editorial Proa
- La pluja d'estels - fecha de publicación: 16/11/2001. 336 páginas. ISBN 978-84-8437-296-7.Catalán. Colección: A TOT VENT-BETA. Editorial Proa
- El falcó del comte - Fecha de publicación: 21/02/2003. 408 páginas. ISBN 978-84-8437-546-3.Catalán. Colección: A TOT VENT-TELA.  Editorial Proa
- Corpus de Sang - Fecha de publicación: 20/02/2004. 296 páginas. ISBN 978-84-8437-656-9.Catalán. Colección: A TOT VENT-TELA.  Editorial Proa
- El retorn d’Hug Roger - Fecha de publicación: 01/10/2007. 328 páginas. ISBN 978-84-8437-995-9. Catalán. Colección: PERFILS. Editorial Proa
- L'amor secret del rei En Jaume- Fecha de publicación: 25/02/2010. 240 páginas. ISBN 978-84-8256-116-5. Catalán. Colección: A TOT VENT-RÚST. Editorial Proa
- El confident dels reis- Fecha de publicación: 20/09/2012. 264 páginas. ISBN 978-84-7588-325-0.Catalán. Colección: A TOT VENT-RÚST.  Editorial Proa